# Giorgio Francia
Giorgio Francia (* 8. November 1947 in San Giorgio di Piano) ist ein ehemaliger italienischer Automobilrennfahrer.
Francia engagierte sich im Formel-Sport und nahm zudem an zahlreichen Sport- und Tourenwagenrennen teil. 1974 gewann er die Polifac Formel 3 Trophy. In den 1980er-Jahren war Francia eng mit der italienischen Osella Squadra Corse verbunden. Francia unternahm zwei Versuche, an einem Formel-1-Rennen teilzunehmen. Beide Versuche scheiterten, weil er sein Auto an seine Teamkollegen abtreten musste.

## Karriere

### Anfänge
Zwischen 1964 und 1968 fuhr Francia Kart-Rennen, bevor er sich ab 1969 für vier Jahre in der nationalen Nachwuchsklasse Formel Italia engagierte. 1973, im Alter von 25 Jahren, wechselte Francia in die Britische Formel-3-Meisterschaft; das Jahr schloss er als 23. der Gesamtwertung ab. 1974 schrieb er sich für das italienische Team Scuderia Mirabella Millemiglia in der Polifac Formel 3 Trophy ein. In diesem Jahr gewann er sechs von acht Rennen und damit am Saisonende vor Hans Binder den Meistertitel. 1975 fuhr Francia noch einige weitere Rennen in der Deutschen Formel 3, sein Hauptaugenmerk lag aber auf der Formel 2.

### Formel 2
1975 erschien Francia mit der Osella Squadra Corse in der Formel-2-Europameisterschaft. Es war das erste Jahr, in dem das Turiner Team an dieser Rennserie teilnahm. Anders als die meisten Wettbewerber, die sich auf Chassis von March verließen, hatte Osella ein eigenes Chassis aufgebaut, den Osella FA2. Francia beendete die Debütsaison mit 16 Punkten auf Platz sieben der Fahrerwertung.
1976 setzte er das Engagement mit Osella zunächst fort. In diesem Jahr war das Turiner Team, das an erheblichen finanziellen Problemen litt, indes nicht mehr konkurrenzfähig. Osella beendete sein Formel-2-Engagement zunächst nach dem sechsten Rennen des Jahres. Francia wechselte zu Trivellato Racing. Hier fuhr er im letzten Rennen seinen einzigen Punkt des Jahres ein. Er beendete die Saison als gleichrangiger 17.
1977 beendete Francia sein Formel-2-Engagement. Er wurde hauptberuflich Testfahrer für Alfa Romeo. In den folgenden Jahren war er unter anderem an der Entwicklung von Alfa Romeos Formel-1-Programm beteiligt. Parallel dazu fuhr er Sportprototypen für Osella.

### Formel 1

#### 1977

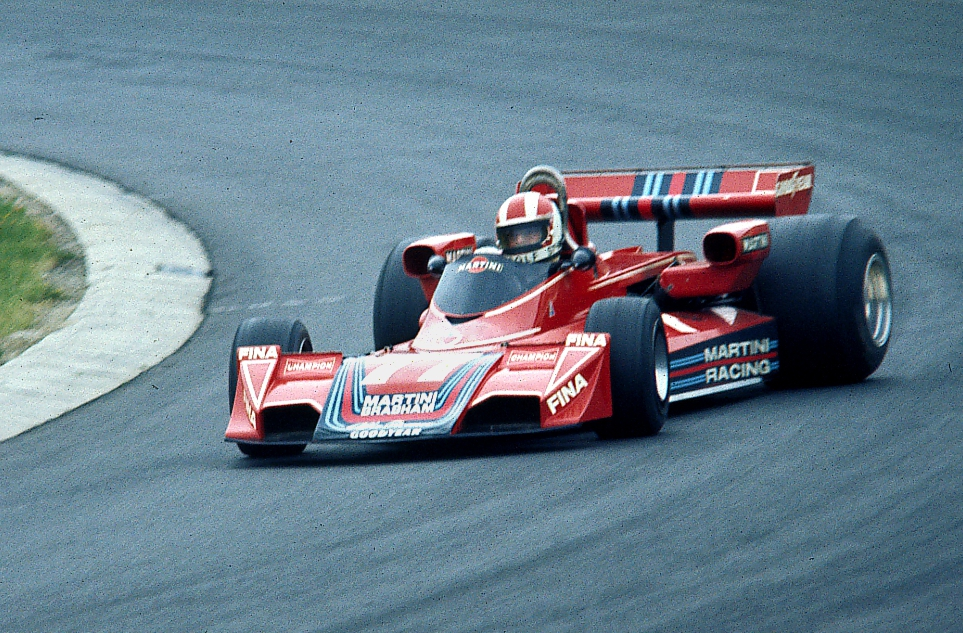
Von Francia im Training zum Großen Preis von Italien 1977 eingesetzt: Brabham BT45

1977 unternahm Francia einen Versuch, an einem Formel-1-Rennen teilzunehmen. Er kam durch seinen Arbeitgeber Alfa Romeo zustande, der seit 1976 das britische Brabham-Team exklusiv mit Motoren ausrüstete. Brabhams Stammfahrer waren in der zweiten Hälfte der Saison John Watson und Hans-Joachim Stuck. Für den Großen Preis von Italien war Brabham im Interesse Alfa Romeos bereit, ein drittes Auto an den Start zu bringen, das von Francia gefahren werden sollte. Im ersten Training zum Großen Preis von Italien war Francia der langsamste Fahrer. Zu einer weiteren Trainingsteilnahme und einer möglichen Verbesserung seiner Zeiten kam es nicht: Da Stuck im Training sein Auto beschädigt hatte, musste Francia das ursprünglich für ihn bestimmte dritte Auto an Stuck abgeben. In den Statistiken dieses Rennens wird Francia als Nichtqualifikant geführt.

#### 1981
Weitere Versuche, an Formel-1-Rennen teilzunehmen, folgten 1981. Osella, für das Francia weiterhin Sportwagenrennen fuhr, hatte inzwischen ein eigenes Formel-1-Team gegründet. 1980, im Debütjahr, hatte Osella lediglich ein Auto eingesetzt, das von Eddie Cheever gefahren worden war. 1981 wollte Osella mit zwei Fahrzeugen vom Typ Osella FA1B antreten. Ein Cockpit erhielt Beppe Gabbiani. Für den zweiten Wagen hatte Teamchef Enzo Osella zunächst seinen langjährigen Sportwagenpiloten Francia vorgesehen; kurz vor Saisonbeginn vergab er das zweite Cockpit allerdings an den Argentinier Miguel Ángel Guerra, der über größere Sponsormittel verfügte.
Guerra gelang es bei den ersten drei Rennen des Jahres nicht, sich zu qualifizieren. Beim Großen Preis von San Marino schaffte er die erste Qualifikation. In der ersten Runde des Rennens verunglückte Guerra. Bei dem Unfall brach er sich die Hand, sodass er für die weiteren Rennen des Jahres nicht zur Verfügung stand. Osella versuchte in den folgenden Wochen, Guerras Cockpit an Francia zu geben, doch die FISA verweigerte Francia zunächst die Superlizenz. Bei den folgenden zwei Rennen setzte Osella daher Piercarlo Ghinzani ein.
Für den Großen Preis von Spanien erhielt Francia letztlich eine Superlizenz, und Osella meldete ihn zu diesem Rennen für das zweite Cockpit. Auch hier kam Francia nicht zum Renneinsatz: Sein Teamkollege Gabbiani beschädigte seinen Osella bei einem Trainingsunfall so schwer, dass der Wagen an diesem Wochenende nicht mehr einsatzbereit war. Da Osella nur zwei Fahrzeuge zur Verfügung hatte, musste Francia sein Auto an Gabbiani geben, der damit am Qualifikationstraining teilnahm. Gabbiani qualifizierte sich nicht; da Osella aber Francias Meldung inzwischen zurückgezogen hatte, konnte Francia keinen weiteren Qualifikationsversuch unternehmen. Auch für dieses Rennen wird Francia als Nichtqualifikant geführt.
Für die folgenden Rennen wurde Francia nicht mehr gemeldet; Osella vergab das zweite Cockpit stattdessen an Jean-Pierre Jarier, der dem Team zwei Jahre verbunden blieb.

### Weitere Rennaktivitäten
Nach diesem Großen Preis gab Francia, inzwischen 33-jährig, seine Formel-1-Bemühungen auf. Er blieb allerdings bis 1985 Testfahrer für Alfa Romeos Formel-1-Team. Francia fuhr zunächst weiter Sportwagenrennen für Osella und gewann 1981 das 6-Stunden-Rennen von Mugello. Von 1982 bis 1995 engagierte er sich für Alfa Romeo im Tourenwagensport. Hier fuhr er Sportversionen des Alfa Romeo GTV, des Alfa Romeo 75 und des Alfa Romeo 155 unter anderem auch in der DTM.
1982 siegte er gemeinsam mit Henri Pescarolo auf einem Rondeau M382 beim 1000-km-Rennen von Monza.
1993 und 1994 nahm Giorgio Francia im Schübel-Team auf Alfa Romeo 155 V6 TI an der Deutschen Tourenwagen-Meisterschaft teil. Er fuhr dabei insgesamt drei zweite und vier dritte Plätze ein und beendete die Saisons auf den Rängen sieben bzw. 13 der Gesamtwertung.